# Campeonato Asiático de Atletismo de 2015 - Arremesso de peso masculino
A prova do arremesso de peso masculino do Campeonato Asiático de Atletismo de 2015 foi disputada no dia 3 de junho de 2015 no Wuhan Stadium em Wuhan, na China. 

## Recordes
Antes desta competição, os recordes mundiais e do campeonato nesta prova eram os seguintes:
|                       | Nome                         | Nacionalidade  | Distância | Local    | Data               |
| --------------------- | ---------------------------- | -------------- | --------- | -------- | ------------------ |
| Recorde mundial       | Randy Barnes                 | Estados Unidos | 23m 12cm  | Westwood | 20 de maio de 1990 |
| Recorde do campeonato | Chang Ming-Huang             | Taipé Chinesa  | 20m 14cm  | Kobe     | 9 de julho de 2011 |
| Recorde asiático      | Sultan Abdulmajeed Al-Hebshi | Arábia Saudita | 21m 13cm  | Doha     | 8 de maio de 2009  |

Os seguintes recordes foram estabelecidos durante esta competição:
| Data       | Evento | Atleta          | Nacionalidade | Distância | Notas                 |
| ---------- | ------ | --------------- | ------------- | --------- | --------------------- |
| 3 de junho | Final  | Inderjeet Singh | Índia         | 20m 41cm  | Recorde do campeonato |

## Medalhistas
| Ouro                  | Prata                  | Bronze             |
| Inderjeet Singh (IND) | Chang Ming-huang (TPE) | Tian Zizhong (CHN) |

## Cronograma
Todos os horários são locais (UTC+8)
| Data       | Hora  | Evento |
| ---------- | ----- | ------ |
| 3 de junho | 16:40 | Final  |

## Final
A final da prova ocorreu dia 3 de junho às 16:40. 
| Posição           | Atleta                | Nacionalidade  | #1    | #2    | #3    | #4    | #5    | #6    | Resultados | Notas                 |
| ----------------- | --------------------- | -------------- | ----- | ----- | ----- | ----- | ----- | ----- | ---------- | --------------------- |
| Medalha de ouro   | Inderjeet Singh       | Índia          | x     | 18.95 | 20.00 | 20.33 | 20.41 | 20.19 | 20.41      | Recorde do campeonato |
| Medalha de prata  | Chang Ming-huang      | Taipé Chinesa  | 19.56 | x     | 19.44 | 19.32 | 19.05 | 19.11 | 19.56      |                       |
| Medalha de bronze | Tian Zizhong          | China          | 19.25 | 18.81 | x     | 18.71 | 19.12 | 19.03 | 19.25      |                       |
| 4                 | Liu Yang              | China          | 19.11 | x     | 19.23 | 18.73 | 18.59 | 18.26 | 19.23      |                       |
| 5                 | Wang Guangfu          | China          | 18.62 | 18.72 | 18.55 | 18.27 | x     | x     | 18.72      |                       |
| 6                 | Hayato Yamamoto       | Japão          | 16.44 | 16.62 | 17.51 | x     | 17.85 | x     | 17.85      |                       |
| 7                 | Ivan Ivanov           | Cazaquistão    | 17.66 | x     | 17.47 | 17.50 | 17.78 | x     | 17.78      |                       |
| 8                 | Sergey Dementev       | Uzbequistão    | x     | 17.47 | x     | x     | x     | x     | 17.47      |                       |
| 9                 | Saif Al-Kraiti        | Iraque         | 16.36 | 16.24 | x'    |       |       |       | 16.36      |                       |
| 10                | Tejen Hommadov        | Turquemenistão | x     | 14.28 | x     |       |       |       | 14.28      |                       |
| 11                | Saeed Mubarak Al-Yami | Arábia Saudita | x     | x     | x     |       |       |       | NM         |                       |

Legenda
| Recorde mundial       | Recorde mundial (World record)               |                       | Recorde africano                      | Recorde africano (African) |                                           | Q | Classificado por posição (Qualified) |
| Recorde do campeonato | Recorde do campeonato (Championship record)  | Recorde da América    | Recorde da América (Americas)         | q                          | Classificado por melhor tempo (Qualified) |   |                                      |
| Melhor marca do ano   | Melhor marca do ano (World leading)          | Recorde asiático      | Recorde asiático (Asian)              | DNS                        | Não largou (Did not start)                |   |                                      |
| Recorde nacional      | Recorde nacional (National record)           | Recorde europeu       | Recorde europeu (European)            | DNF                        | Não terminou (Did not finish)             |   |                                      |
| Recorde pessoal       | Recorde pessoal do atleta (Personal best)    | Recorde da Oceania    | Recorde da Oceania (Oceania)          | DSQ / DQ                   | Desclassificado (Disqualified)            |   |                                      |
| Recorde da temporada  | Recorde da temporada do atleta (Season best) | Recorde sul-americano | Recorde sul-americano (South America) | NM                         | Sem marca (No mark)                       |   |                                      |